# Polska na Zimowych Igrzyskach Olimpijskich 1936
Polska na Zimowych Igrzyskach Olimpijskich 1936 – występ kadry sportowców reprezentujących Polskę na igrzyskach olimpijskich w Garmisch-Partenkirchen w 1936 roku.
W zawodach olimpijskich wzięło udział 20 polskich sportowców, którzy zaprezentowali się w 9 konkurencjach w 6 dyscyplinach sportowych. W polskim składzie byli również zawodnicy rezerwowi, a także uczestnicy biegu patrolowego na 30 km – konkurencji pokazowej na tych igrzyskach.
Reprezentanci Polski nie wywalczyli w Garmisch-Partenkirchen żadnego medalu. Największym osiągnięciem Polaków było piąte miejsce Stanisława Marusarza w konkursie skoków narciarskich. Był to najlepszy rezultat indywidualny w historii dotychczasowych startów reprezentacji Polski na zimowych igrzyskach olimpijskich. Za piąte miejsce Polska otrzymała dwa punkty do klasyfikacji punktowej. Marusarz zajął również siódme miejsce w konkursie kombinacji norweskiej. Sukcesem w Garmisch-Partenkirchen zakończył się także występ reprezentantów Polski w hokeju na lodzie, którzy co prawda zajęli dopiero dziewiąte miejsce w turnieju olimpijskim, ale odnieśli pierwsze w historii swoich olimpijskich startów zwycięstwo, pokonując reprezentację Łotwy.
Był to czwarty występ reprezentacji Polski na zimowych igrzyskach olimpijskich i siódmy start olimpijski, wliczając w to letnie występy.

## Tło startu

### Występy na poprzednich igrzyskach
Polski Komitet Olimpijski został powołany w 1919 roku pod nazwą Polski Komitet Igrzysk Olimpijskich, w tym samym roku został uznany przez Międzynarodowy Komitet Olimpijski. PKOl wysyłał reprezentacje na wszystkie igrzyska olimpijskie począwszy od 1924 roku.
Występ reprezentacji Polski na igrzyskach w Garmisch-Partenkirchen był czwartym w zimowych edycjach igrzysk i siódmym, wliczając w to letnie igrzyska. W poprzednich zimowych występach reprezentacja Polski liczyła: 7 sportowców na igrzyskach w Chamonix, 27 sportowców w Sankt Moritz i 15 w Lake Placid. W dotychczasowych startach żaden Polak nie zdobył medalu zimowych igrzysk olimpijskich. Najbliżej podium byli polscy hokeiści w Lake Placid, którzy zajęli czwarte miejsce w turnieju i jako jedyni zdobyli punkty (trzy) do klasyfikacji punktowej zimowych igrzysk olimpijskich. Ponadto miejsca w czołowej dziesiątce zawodów olimpijskich zajęli: Leon Jucewicz (ósme miejsce w wieloboju podczas igrzysk w Chamonix), polscy hokeiści (ósme miejsce w turnieju w Sankt Moritz) oraz Bronisław Czech (dziesiąte miejsce w kombinacji norweskiej w Sankt Moritz i siódme w Lake Placid).

### Okres przedolimpijski

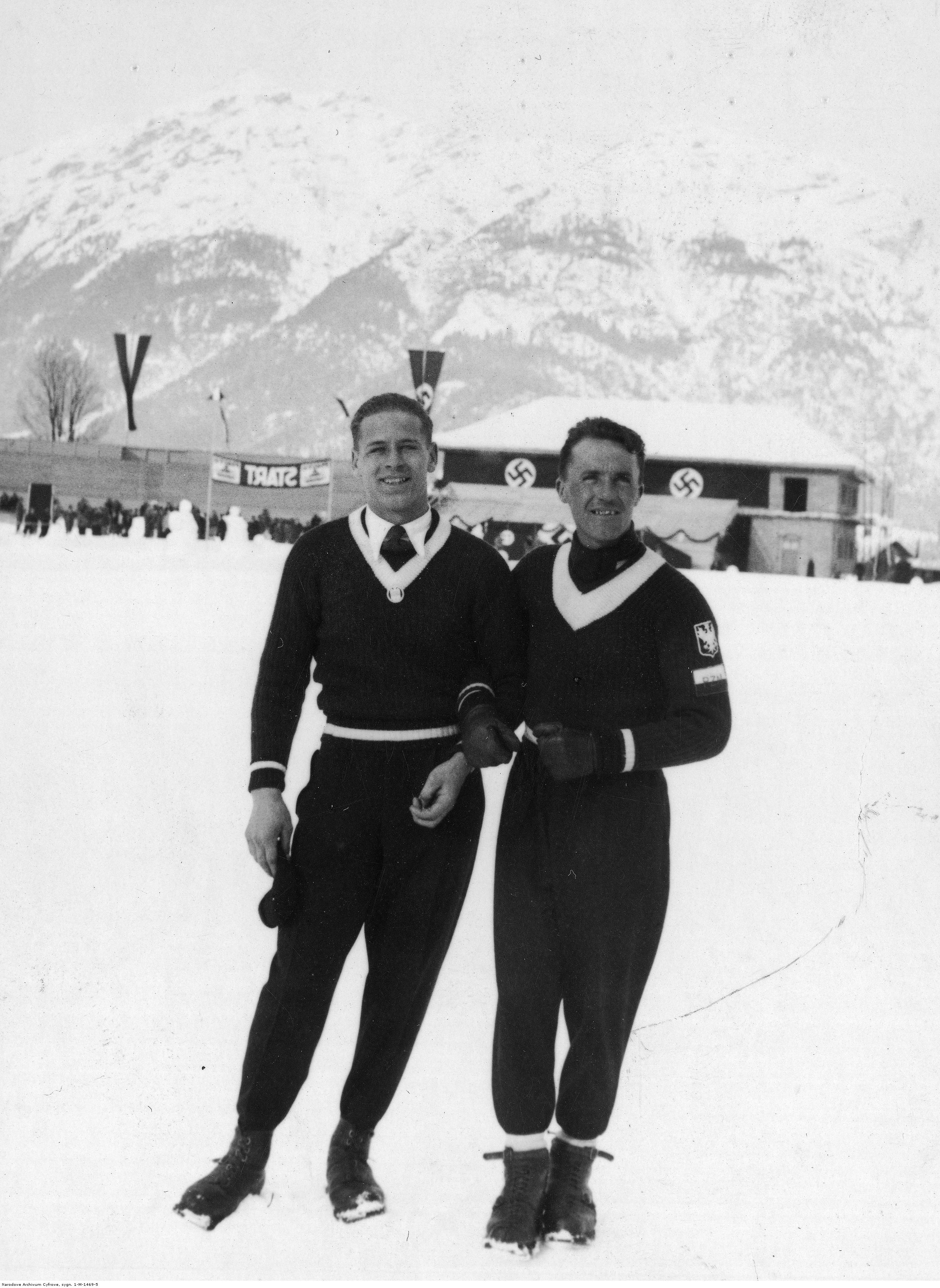
Bronisław Czech (z prawej) i Stanisław Marusarz w 1935

W okresie między igrzyskami olimpijskimi w Lake Placid a igrzyskami w Garmisch-Partenkirchen odbyły się trzy edycje mistrzostw świata FIS w konkurencjach narciarstwa klasycznego. W niemal wszystkich konkurencjach klasycznych występowali reprezentanci Polski. Podczas mistrzostw świata w Innsbrucku w 1933 roku debiut w imprezie tej rangi zanotował Stanisław Marusarz, który, w związku z bojkotem mistrzostw przez zawodników norweskich, był upatrywany jako jeden z faworytów do zdobycia medalu. Ostatecznie medalu nie zdobył, jednak osiągnięte przez niego szóste miejsce w konkursie kombinacji norweskiej było najlepszym rezultatem polskiej reprezentacji w Innsbrucku. Polska sztafeta, która wystąpiła w składzie: Bronisław Czech, Stanisław Karpiel, Andrzej Marusarz i Stanisław Marusarz, zajęła siódme miejsce. Ponadto ósme miejsce w konkursie skoków narciarskich zajął Izydor Gąsienica-Łuszczek. W Innsbrucku odbyły się również mistrzostwa świata w narciarstwie alpejskim, jednak bez udziału Polaków.
Na mistrzostwach w Sollefteå w 1934 roku polska sztafeta, występująca w takim samym składzie jak rok wcześniej, zajęła piąte miejsce w biegu, a Stanisław Marusarz był siódmy w zawodach kombinacji norweskiej. Podczas kolejnych mistrzostw świata, w 1935 roku w Wysokich Tatrach, Marusarz ponownie był uważany za jednego z pretendentów do zdobycia medalu w konkursie skoków narciarskich. W pierwszej serii konkursowej, podczas lądowania złamał jednak nartę, co przełożyło się na niższe noty sędziowskie. W efekcie zajął czwartą pozycję, tracąc 0,4 punktu do brązowego medalisty Alfa Andersena. Miejsce w czołowej dziesiątce zawodów w Wysokich Tatrach zajął jeszcze Bronisław Czech, który był dziewiąty w kombinacji norweskiej. Ponadto polska sztafeta biegowa, startująca w składzie: Bronisław Czech, Michał Górski, Marian Woyna Orlewicz i Stanisław Marusarz, zajęła siódme miejsce w stawce dziesięciu sztafet. W mistrzostwach świata w narciarstwie alpejskim w 1934 i 1935 roku polscy zawodnicy nie odnieśli sukcesów.
W okresie od poprzednich igrzysk olimpijskich zorganizowano również cztery edycje mistrzostw świata w łyżwiarstwie szybkim w wieloboju. W 1933 roku w Trondheim ani w 1934 roku w Helsinkach nie wystąpił żaden reprezentant Polski. W kolejnych dwóch edycjach – w 1935 roku w Oslo oraz w 1936 roku, w rozegranych tuż przed igrzyskami mistrzostwami w Davos, zaprezentował się Janusz Kalbarczyk. W Oslo był piętnasty, a w Davos trzynasty.
Odbyły się również trzy edycje mistrzostw świata w hokeju na lodzie. W 1933 roku na mistrzostwach w Czechosłowacji polska reprezentacja odniosła jedno zwycięstwo (1:0 przeciwko reprezentacji Belgii) i w klasyfikacji końcowej zajęła siódme miejsce, ex aequo z Węgrami (po zremisowanym meczu o siódme miejsce). W mistrzostwach w 1934 roku we Włoszech Polacy nie wzięli udziału, a w 1935 roku w Szwajcarii zajęli dziesiąte miejsce w turnieju. Odnieśli jedno zwycięstwo (12:2) nad Belgią, dzięki czemu zajęli pierwsze miejsce w „grupie pocieszenia” i zagrali z Niemcami o dziewiąte miejsce. Mecz ten zakończył się jednak porażką Polaków 1:5.

### Wyjazd na igrzyska
Tuż przed wyjazdem na igrzyska w Garmisch Partenkirchen, upatrywany przez niemiecką prasę jako jeden z faworytów do zdobycia medalu olimpijskiego w skokach narciarskich Stanisław Marusarz zachorował na grypę i trafił do szpitala. Jego wyjazd na igrzyska był zagrożony, zawodnik sam podjął decyzję o tym, by nie rezygnować ze startu olimpijskiego, mimo sprzeciwu lekarzy i 39-stopniowej gorączki. Na peron, z którego zawodnicy wyjeżdżali do Garmisch-Partenkirchen, Marusarz pojechał niemal bezpośrednio ze szpitalnego oddziału, więc z pominięciem treningów przedolimpijskich.

## Skład reprezentacji
W zawodach olimpijskich wzięło udział 20 polskich sportowców, którzy wystąpili w dziewięciu konkurencjach w sześciu dyscyplinach sportowych. W polskim składzie było również czterech rezerwowych hokeistów i dwóch rezerwowych narciarzy, którzy ostatecznie nie wystąpili w zawodach. Polska wystawiła także czwórkę zawodników w patrolu wojskowym, będącym na tych igrzyskach dyscypliną pokazową. W patrolu wojskowym było również dwóch zawodników rezerwowych.

## Udział w ceremonii otwarcia igrzysk
Rolę chorążego reprezentacji Polski podczas ceremonii otwarcia igrzysk w Garmisch-Partenkirchen, przeprowadzonej 6 lutego 1936 roku pod skocznią Große Olympiaschanze, pełnił Bronisław Czech. Reprezentacja Polski weszła na stadion olimpijski jako 19. w kolejności, pomiędzy ekipami z Austrii i Rumunii. Rolę attaché reprezentacji pełnił M. Przybylski.

## Wyniki

### Biegi narciarskie
W zawodach olimpijskich w biegach narciarskich podczas igrzysk w Garmisch-Partenkirchen zaprezentowało się czterech polskich zawodników. Zajęli oni siódme miejsce w biegu sztafetowym, indywidualnie największym osiągnięciem było 22. miejsce Michała Górskiego w biegu na 18 km.
Rezerwowymi zawodnikami w polskim składzie byli Jan Bochenek i Jerzy Ustupski. Przed igrzyskami Ustupski złamał żebra. Ta kontuzja wyeliminowała go całkowicie z występu olimpijskiego i ostatecznie nie pojechał na igrzyska.
| Konkurencja                                         | Zawodnik                                                              | Czas                            | Strata | Miejsce |
| --------------------------------------------------- | --------------------------------------------------------------------- | ------------------------------- | ------ | ------- |
| Bieg indywidualny mężczyzn 18 km techniką klasyczną | Bronisław Czech                                                       | 1:25:55                         | 11:17  | 33.     |
| Bieg indywidualny mężczyzn 18 km techniką klasyczną | Michał Górski                                                         | 1:23:11                         | 8:33   | 22.     |
| Bieg indywidualny mężczyzn 18 km techniką klasyczną | Stanisław Karpiel                                                     | 1:27:31                         | 12:53  | 42.     |
| Bieg indywidualny mężczyzn 18 km techniką klasyczną | Marian Woyna Orlewicz                                                 | 1:25:27                         | 10:49  | 32.     |
| Bieg indywidualny mężczyzn 50 km techniką klasyczną | Stanisław Karpiel                                                     | 4:06:26                         | 36:15  | 26.     |
| Sztafeta mężczyzn 4 × 10 km techniką klasyczną      | Michał Górski Marian Woyna Orlewicz Stanisław Karpiel Bronisław Czech | 46:37 42:55 44:35 44:43 2:58:50 | 17:17  | 6. 7.   |

### Hokej na lodzie
W styczniu 1936 roku kapitan związkowy Polskiego Związku Hokeja na Lodzie ogłosił 12-osobowy skład hokejowej reprezentacji Polski na igrzyska olimpijskie w Garmisch-Partenkirchen. Bezpośrednio przed igrzyskami reprezentacja olimpijska rozegrała mecz z Węgrami w Budapeszcie, a następnie wzięła udział w turnieju międzynarodowym w Arosie, skąd bezpośrednio udała się do Garmisch-Partenkirchen.
Rezerwowymi polskiej drużyny hokejowej byli Franciszek Głowacki, Zbigniew Kasprzak, Tadeusz Sachs i Władysław Lemiszko. Nie wystąpili oni w żadnym meczu na igrzyskach w Garmisch-Partenkirchen. Sachs, będący wówczas kapitanem związkowym reprezentacji Polski, nie wystąpił w turnieju olimpijskim m.in. z powodu niechęci do nazistowskiego państwa, jakim był organizator igrzysk.
W turnieju ostatecznie wystąpiło jedenastu polskich hokeistów: Józef Stogowski, Henryk Przeździecki, Witalis Ludwiczak, Kazimierz Sokołowski, Czesław Marchewczyk, Adam Kowalski, Andrzej Wołkowski, Edmund Zieliński, Władysław Król, Mieczysław Kasprzycki i Roman Stupnicki.
Trenerami reprezentacji Polski na igrzyskach w 1936 roku byli Aleksander Tupalski i Lucjan Kulej.
Runda pierwsza
| 6 lutego 1936 | Kanada | 8:1 | Polska | Rießersee |

| Godzina: 14:30 | K. Farmer W. Kitchen W. Thomson K. Farmer D. Neville W. Thomson | (5:0, 2:1, 1:0) | H. Murray (samobójczy) | Sędzia główny: Schmidt Sędziowie liniowi: Bischof |

| 7 lutego 1936 | Austria | 2:1 | Polska | Olympia-Kunsteis-Stadion |

| Godzina: 14:30 | F. Demmer O. Nowak | (0:0, 0:0, 2:1) | A. Kowalski | Sędzia główny: Loicq Sędziowie liniowi: Kreisel |

| 8 lutego 1936 | Polska | 9:2 | Łotwa | Olympia-Kunsteis-Stadion |

| Godzina: 09:00 | E. Zieliński A. Kowalski A. Wołkowski R. Stupnicki A. Wołkowski A. Kowalski E. Zieliński Cz. Marchewczyk A. Wołkowski | (1:0, 4:0, 4:2) | J. Bebris A. Petersons | Sędzia główny: Schmidt Sędziowie liniowi: Lator |

Tabela grupy A
| Miejsce | Drużyna | Liczba meczów | Mecze   | Mecze  | Mecze     | Bramki  | Bramki   | Bramki | Punkty |
| Miejsce | Drużyna | Liczba meczów | wygrane | remisy | przegrane | zdobyte | stracone | bilans | Punkty |
| ------- | ------- | ------------- | ------- | ------ | --------- | ------- | -------- | ------ | ------ |
| 1.      | Kanada  | 3             | 3       | 0      | 0         | 24      | 3        | +21    | 6      |
| 2.      | Austria | 3             | 2       | 0      | 1         | 11      | 7        | +4     | 4      |
| 3.      | Polska  | 3             | 1       | 0      | 2         | 11      | 12       | -1     | 2      |
| 4.      | Łotwa   | 3             | 0       | 0      | 3         | 3       | 27       | -24    | 0      |

Polacy wystąpili w trzech meczach rundy pierwszej – w dwóch pierwszych spotkaniach ponieśli porażkę, w trzecim zwyciężyli. Wygrana 9:2 nad Łotyszami była pierwszym zwycięstwem odniesionym przez polską reprezentację na zimowych igrzyskach olimpijskich.
Reprezentacja Polski zajęła trzecie miejsce w grupie, wobec czego nie awansowała do drugiej rundy i zajęła dziewiąte miejsce w turnieju olimpijskim, ex aequo z zespołami Włoch, Francji i Japonii.

### Kombinacja norweska
Zawody w kombinacji norweskiej składały się z biegu narciarskiego na 18 km techniką klasyczną, rozegranego 12 lutego, oraz z przeprowadzonych dzień później dwóch serii skoków na mniejszej z olimpijskich skoczni – Kleine Olympiaschanze w Garmisch-Partenkirchen. W zawodach wzięło udział czterech polskich reprezentantów. Najlepszy wynik uzyskał Stanisław Marusarz, który w biegu był 18., a w skokach 3. i 4., co przełożyło się na siódme miejsce w końcowej klasyfikacji.
| Konkurencja                                                     | Zawodnik              | Biegi   | Biegi | Biegi   | Skok 1 | Skok 1 | Skok 1  | Skok 2 | Skok 2 | Skok 2  | Nota łączna | Strata | Miejsce |
| Konkurencja                                                     | Zawodnik              | Czas    | Nota  | Miejsce | Skok   | Nota   | Miejsce | Skok   | Nota   | Miejsce | Nota łączna | Strata | Miejsce |
| --------------------------------------------------------------- | --------------------- | ------- | ----- | ------- | ------ | ------ | ------- | ------ | ------ | ------- | ----------- | ------ | ------- |
| Konkurs indywidualny mężczyzn bieg na 18 km + skocznia normalna | Bronisław Czech       | 1:25:55 | 181,9 | 23.     | 46,0   | 96,1   | 15.     | 45,5   | 97,0   | 15.     | 375,0       | 55,3   | 16.     |
| Konkurs indywidualny mężczyzn bieg na 18 km + skocznia normalna | Andrzej Marusarz      | 1:31:30 | 153,4 | 36.     | 46,0   | 94,5   | 17.     | 47,0   | 97,6   | 12.     | 345,5       | 84,8   | 32.     |
| Konkurs indywidualny mężczyzn bieg na 18 km + skocznia normalna | Stanisław Marusarz    | 1:25:27 | 184,4 | 18.     | 51,0   | 104,5  | 3.      | 50,0   | 104,4  | 4.      | 393,3       | 37,0   | 7.      |
| Konkurs indywidualny mężczyzn bieg na 18 km + skocznia normalna | Marian Woyna Orlewicz | 1:25:27 | 184,4 | 18.     | 41,0   | 88,6   | 29.     | 43,0   | 90,8   | 33.     | 363,8       | 66,5   | 24.     |

### Łyżwiarstwo szybkie
W biegach łyżwiarskich na igrzyskach w Garmisch-Partenkirchen wystąpił jeden reprezentant Polski, Janusz Kalbarczyk. Pierwszą konkurencją, w której się zaprezentował, był bieg na 5000 m, przeprowadzony 12 lutego. Kalbarczyk zajął w nim 12. miejsce. W drugim starcie, w biegu na 10 000 m, rozegranym 14 lutego. Kalbarczyk wystąpił w 13. biegu z amerykańskim zawodnikiem, Robertem Petersenem. Amerykanin nie ukończył biegu, a Polak uzyskał czas 17 min 54 s, co dało mu 9. miejsce w klasyfikacji w gronie 28 zawodników. Uzyskany przez Kalbarczyka czas był nowym rekordem Polski.
| Konkurencja                         | Zawodnik          | Czas    | Strata | Miejsce |
| ----------------------------------- | ----------------- | ------- | ------ | ------- |
| Bieg indywidualny mężczyzn 5000 m   | Janusz Kalbarczyk | 8:47,7  | 28,1   | 12.     |
| Bieg indywidualny mężczyzn 10 000 m | Janusz Kalbarczyk | 17:54,0 | 29,7   | 9.      |

### Narciarstwo alpejskie
W debiutującej na igrzyskach olimpijskich konkurencji – kombinacji alpejskiej, złożonej ze zjazdu i dwóch przejazdów w slalomie, wzięło udział trzech reprezentantów Polski. Zawody odbyły się w dniach 7–9 lutego 1936 roku na stokach Kreuzeck (zjazd) i Gudiberg (slalom). Najlepszy wynik z Polaków uzyskał najbardziej wszechstronny polski olimpijczyk, startujący zarówno w konkurencjach klasycznych, jak i alpejskich – Bronisław Czech, który uplasował się na 20. miejscu.
| Konkurencja                  | Zawodnik          | Zjazd  | Zjazd  | Zjazd   | Slalom     | Slalom     | Slalom     | Slalom     | Slalom      | Slalom | Slalom  | Łącznie | Łącznie | Łącznie |
| Konkurencja                  | Zawodnik          | Czas   | Punkty | Miejsce | Przejazd 1 | Przejazd 1 | Przejazd 2 | Przejazd 2 | Czas łączny | Punkty | Miejsce | Punkty  | Strata  | Miejsce |
| Konkurencja                  | Zawodnik          | Czas   | Punkty | Miejsce | Czas       | Miejsce    | Czas       | Miejsce    | Czas łączny | Punkty | Miejsce | Punkty  | Strata  | Miejsce |
| ---------------------------- | ----------------- | ------ | ------ | ------- | ---------- | ---------- | ---------- | ---------- | ----------- | ------ | ------- | ------- | ------- | ------- |
| Kombinacja alpejska mężczyzn | Bronisław Czech   | 5:46,4 | 82,97  | 20.     | 1:30,4     | 17.        | 1:42,9     | 26.        | 3:13,3      | 75,84  | 19.     | 79,41   | 19,84   | 20.     |
| Kombinacja alpejska mężczyzn | Fedor Weinschenck | 6:26,0 | 74,46  | 35.     | 1:56,6     | 38.        | 2:21,2     | 33.        | 4:17,8      | 56,87  | 33.     | 65,67   | 33,58   | 32.     |
| Kombinacja alpejska mężczyzn | Karol Zając       | 6:20,6 | 75,51  | 34.     | 1:35,0     | 23.        | 1:42,5     | 25.        | 3:17,5      | 74,23  | 23.     | 74,87   | 24,38   | 28.     |

### Skoki narciarskie
W ostatnim dniu igrzysk olimpijskich w Garmisch-Partenkirchen, 16 lutego 1936 roku, na skoczni Große Olympiaschanze rozegrano otwarty konkurs skoków narciarskich, w którym wzięło udział trzech reprezentantów Polski. Najlepszy rezultat osiągnął, upatrywany jako jeden z faworytów, choć osłabiony w efekcie niedawno przebytej grypy, Stanisław Marusarz, który zajął piąte miejsce w rywalizacji skoczków. Był to najlepszy w startach Polaków występ indywidualny na zimowych igrzyskach olimpijskich, a zarazem pierwsza dla reprezentacji Polski pozycja punktowana w zawodach indywidualnych podczas zimowych igrzysk. Jednocześnie osiągnięty przez Marusarza wynik był najlepszym rezultatem polskiego skoczka narciarskiego uzyskanym na igrzyskach olimpijskich aż do igrzysk w Sapporo w 1972 roku, kiedy mistrzem olimpijskim został Wojciech Fortuna.
| Konkurencja                                 | Zawodnik           | Seria 1 | Seria 1 | Seria 1 | Seria 2 | Seria 2 | Seria 2 | Nota łączna | Strata | Miejsce |
| Konkurencja                                 | Zawodnik           | Skok    | Nota    | Miejsce | Skok    | Nota    | Miejsce | Nota łączna | Strata | Miejsce |
| ------------------------------------------- | ------------------ | ------- | ------- | ------- | ------- | ------- | ------- | ----------- | ------ | ------- |
| Konkurs indywidualny mężczyzn skocznia duża | Bronisław Czech    | 62,5    | 95,2    | 35.     | 63,5    | 97,8    | 30.     | 193,0       | 39,0   | 33.     |
| Konkurs indywidualny mężczyzn skocznia duża | Andrzej Marusarz   | 66,0    | 102,6   | 16.     | 66,0    | 101,1   | 23.     | 203,7       | 28,3   | 21.     |
| Konkurs indywidualny mężczyzn skocznia duża | Stanisław Marusarz | 73,0    | 109,4   | 7.      | 75,5    | 112,2   | 5.      | 221,6       | 10,4   | 5.      |

### Patrol wojskowy (dyscyplina pokazowa)
Patrol wojskowy był dyscypliną pokazową na igrzyskach w Garmisch-Partenkirchen. Rozegrano bieg na dystansie 30 km, w którym Polacy zajęli ostatnie, dziewiąte miejsce. Przed zawodami kontuzji doznał podstawowy członek polskiego zespołu – Józef Zubek. W związku z tym w biegu patrolowym zastąpił go zawodnik rezerwowy – Trzebunia, będący w znacznie słabszej dyspozycji od pozostałych polskich zawodników. Uzyskał najsłabszy czas biegu, efektem czego była strata do pozostałych zespołów. Poza Trzebunią wystąpili zawodnicy z podstawowego składu: Władysław Żytkowicz, Jan Pydych i Adam Rzepka.
Drugim rezerwowym zawodnikiem w polskiej ekipie był Izydor Łuszczek.